# Velika Mlaka
Velika Mlaka je naselje otprilike na pola puta između Zagreba i Velike Gorice. Prema popisu iz 2011. godine, ima 3334 stanovnika te je tako najmnogoljudnije naselje u Turopolju, odmah iza Velike Gorice. Ima površinu od 6,07 km².
Iako je mnogi doživljavaju kao novo prigradsko naselje, jer se takvim čini gledajući s brze prometnice na putu prema zagrebačkoj zračnoj luci, Velika Mlaka je naselje staro preko 680 godina. U selu se nalazi drvena crkva sv. Barbare, prvotno sagrađena 1642. godine te obnovljena krajem 19. stoljeća, a koja slovi kao jedna od najstarijih crkvi na ovom području.

## Stanovništvo
| broj stanovnika | 465   | 527   | 514   | 651   | 742   | 725   | 736   | 749   | 815   | 867   | 941   | 1157  | 2210  | 2925  | 3306  | 3334  | 3395  |
|                 | 1857. | 1869. | 1880. | 1890. | 1900. | 1910. | 1921. | 1931. | 1948. | 1953. | 1961. | 1971. | 1981. | 1991. | 2001. | 2011. | 2021. |

## Poznate osobe
- Drago Trumbetaš, hrv. ilustrator, crtač i romanopisac
- Đurđica Horvat, hrv. keramičarka i kiparica
- Jurica Mihalj, hrv. nogometni sudac

## Unutarnje poveznice
- Kulturno-povijesna cjelina Velika Mlaka, zaštićeno kulturno dobro

## Vanjske poveznice
|  | Zajednički poslužitelj ima još gradiva o temi Velika Mlaka |

- Župa Velika Mlaka